# 3569 Kumon
3569 Kumon este un asteroid din centura principală, descoperit pe 20 februarie 1938 de Karl Reinmuth.